# Rio Lajeado Macuco
 (juillet 2014).
Si vous disposez d'ouvrages ou d'articles de référence ou si vous connaissez des sites web de qualité traitant du thème abordé ici, merci de compléter l'article en donnant les références utiles à sa vérifiabilité et en les liant à la section « Notes et références ».
 (juillet 2014).
Le rio Lajeado Macuco est une rivière brésilienne de l'ouest de l'État de Santa Catarina, et fait partie du bassin hydrographique de l'Uruguay.

## Géographie
Il naît sur le territoire de la municipalité d'Iporã do Oeste et s'écoule du nord au sud pour se jeter dans le río Uruguay, non loin de la ville de São João do Oeste.